# Sungai Sirih
Sungai Sirih is een bestuurslaag in het regentschap Kuantan Singingi van de provincie Riau, Indonesië. Sungai Sirih telt 2689 inwoners (volkstelling 2010).